# Memphis Wings
Die Memphis Wings waren ein US-amerikanisches Eishockeyfranchise der Central Professional Hockey League in Memphis, Tennessee.  

## Geschichte
Das Franchise der Cincinnati Wings aus der Central Professional Hockey League wurde zur Saison 1964/65 nach Memphis, Tennessee, umgesiedelt und in Memphis Wings umbenannt. Den Namen erhielt die Mannschaft in Anlehnung an die Detroit Red Wings aus der National Hockey League, deren Farmteam sie war. In den drei Jahren ihres Bestehens belegten die Memphis Wings stets einen Mittelfeldplatz in der Central Professional Hockey League und wurde schließlich aufgrund des sinkenden Zuschauerschnitts nach Fort Worth, Texas, umgesiedelt, wo das Franchise anschließend unter dem Namen Fort Worth Wings in der Liga aktiv war. 
Die Lücke, die die Wings in der Stadt hinterließen, wurde 1967 durch die Memphis South Stars abgelöst, nachdem die Minnesota North Stars aus der NHL ihr Farmteam in Memphis ansiedelten.

## Saisonstatistik
Abkürzungen: GP = Spiele, W = Siege, L = Niederlagen, T = Unentschieden, OTL = Niederlagen nach Overtime SOL = Niederlagen nach Shootout, Pts = Punkte, GF = Erzielte Tore, GA = Gegentore, PIM = Strafminuten
| Saison  | GP | W  | L  | T  | OTL | SOL | Pts | GF  | GA  | Platz    | Playoffs                       |
| 1964–65 | 70 | 26 | 35 | 9  | —   | —   | 61  | 243 | 245 | 5., CPHL | nicht qualifiziert             |
| 1965–66 | 70 | 25 | 33 | 12 | —   | —   | 62  | 200 | 223 | 6., CPHL | nicht qualifiziert             |
| 1966–67 | 70 | 30 | 32 | 8  | —   | —   | 68  | 230 | 259 | 4., CPHL | Niederlage in der ersten Runde |

## Team-Rekorde

### Karriererekorde
| Spiele:       | 135 | Kanada | Max Mestinsek   |
| Tore:         | 80  | Kanada | Norm Beaudin    |
| Assists:      | 80  | Kanada | André Pronovost |
| Punkte:       | 141 | Kanada | Norm Beaudin    |
| Strafminuten: | 313 | Kanada | Lou Marcon      |

## Bekannte Spieler
- Glen Sather